# Juan Bautista Carbó Rovira
Juan Bautista Carbó Rovira (Castellón de la Plana, 1823 - Castellón de la Plana, 1880) fue un pintor español, discípulo de Joaquín Oliet Cruella. Viajó a Roma donde estudió la obra de Rafael y de otros pintores italianos, también contactó con el grupo artístico de los Nazarenos que le influyeron para derivar su pintura a la temática religiosa. Tras residir durante 10 años en Italia, volvió a Castellón de la Plana donde inició una gran producción de obras de carácter religioso con la que consiguió un cierto prestigio.